# Звардекрон, Хендрик
Хендрик Звардекрон (нидерл. Hendrick Zwaardecroon; 26 января 1667, Роттердам, Голландская республика — 12 августа 1728, Батавия, Голландская Ост-Индия) — нидерландский колониальный чиновник и администратор, генерал-губернатор Голландской Ост-Индии (13 ноября 1718—8 июля 1725).

## Биография
С декабря 1684 года — на службе в Голландской Ост-Индийской компании, где работал на должности секретаря при генеральном комиссаре Хендрике Реде тот Дракестейне. Отправился в Ост-Индию в качестве гардемарина на борту «Purmer» в конце 1684 года и прибыл в Батавию в октябре 1685 года. Служба у генерального комиссаря Хендрика Реде тот Дракестейна позволила ему добиться быстрого прогресса в его карьере в Голландской Ост-Индской компании. В 1686 году он стал бухгалтером (boekhouder). В 1694 году назначен скупщиком (koopman), а в 1694 году — старшим скупщиком (opperkoopman).
В мае 1694 возглавил торговлю в  королевстве Джафна на о. Цейлон. Позже  стал комиссаром Малабарского побережья и исполняющим обязанности губернатора Цейлона в 1697 г.
В 1704 году по протекции новоизбранного генерал-губернатора Яна ван Хорна Х. Звардекрон вошёл в правительство (Совет Индий). Конкурировал со следующим генерал-губернатором Х. ван Своллом и после его смерти в 1718 году стал его преемником.
Пробыл в своей должности до 16 октября 1724 года, подал в отставку по собственному желанию. До назначения нового генерал-губернатора в 1725 году продолжал исполнение обязанностей. Его преемником
стал Матхёс де Хан.
Запомнился активным поиском новых источников прибыли. Предпринял жёсткие шаги, чтобы остановить контрабанду, и, более конструктивно, внедрил новые продукты на Яву, расширил торговлю с Китаем. Стимулировал производство индиго, улучшил выращивание хлопка и поощрял производство саппанового дерева (Caesalpina sappan), используемого для окрашивания. Самое главное, он импортировал кофейное дерево, будущий основной продукт экономики,  развивал производство кофе на о. Ява, а также производство шёлка и красителей. В 1772 г. возобновил торговлю чаем. Во время своего пребывания в должности ему пришлось столкнуться с массой беспорядков в Батавии, в том числе с поджогами на верфях и нападением на пороховые склады. 
Во время его правления в 1719-1723 годах происходила вторая яванская война за престолонаследие и Восстание Сурапати 

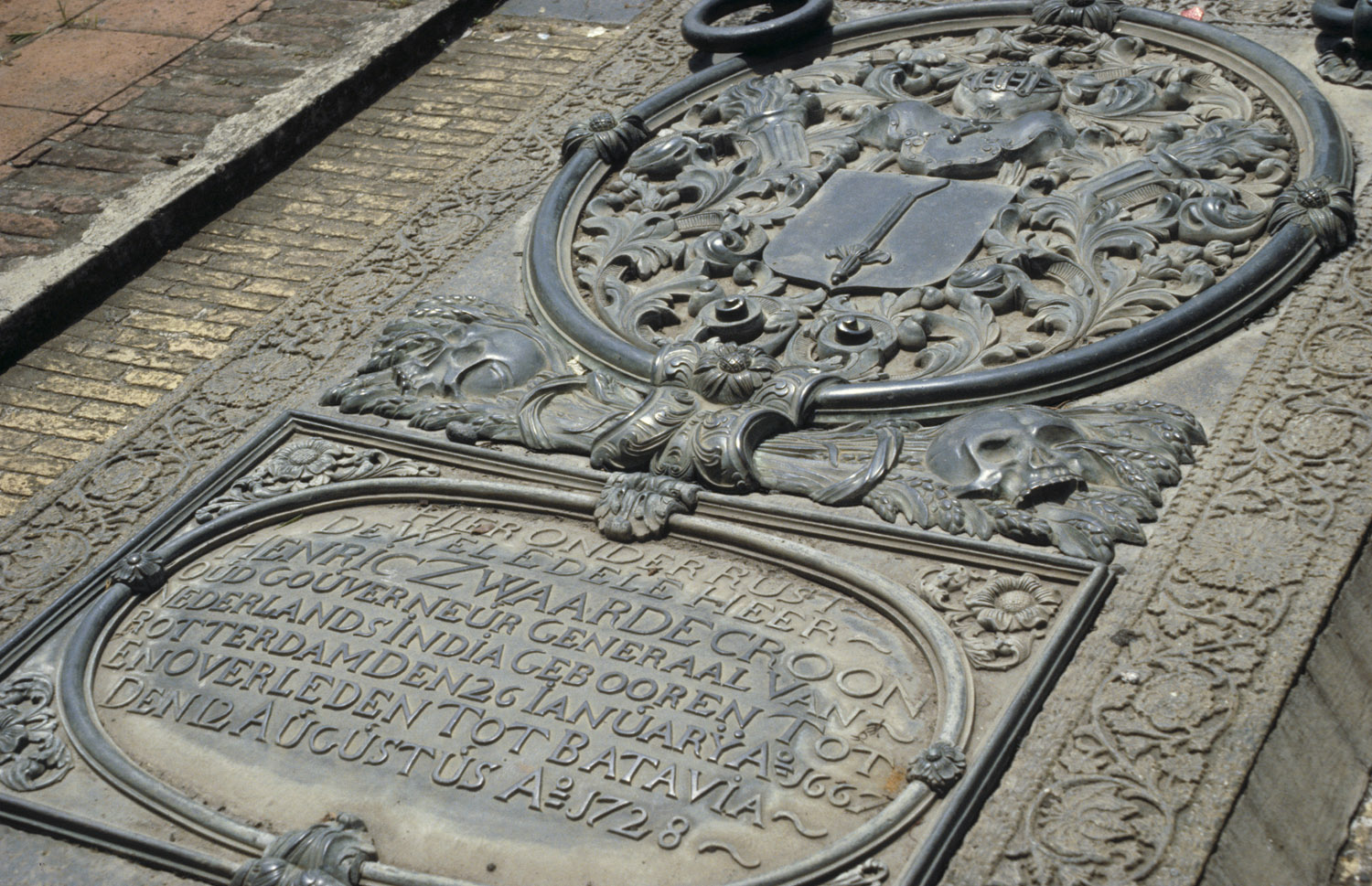
Могила Х. Звардекрона

Умер в своём имении в Батавии 12 августа 1728 года. По завещанию, был похоронен не среди его предшественников в Вестеркерке, а «ближе к людям», в Португальской церкви (Buitenkerk).